# Klenik, Litija
Klenik je naselje v Občini Litija.
V Kleniku je bila leta 1882 najdena vaška situla.